# Sa Carcaredda
Die Nuraghensiedlung (italienisch Villaggio nuragico) Sa Carcaredda bei Villagrande Strisaili in der Provinz Ogliastra auf Sardinien besteht im Wesentlichen aus einer Art kleinem Megarontempel und einem Gigantengrab des jüngeren Typs mit Quaderfassade.

## Der Tempel
Der Tempel liegt in der Gemarkung „Funtana ’e Binu“ nicht weit vom oberen Flumendosa-See, an der Grenze zur Barbagia. Er hat eine runde gepflasterte Zelle, die durch ein außen rechteckiges, innen eher ovales gepflastertes Atrium mit Anten, (einer Verlängerung der Seitenwände), zugänglich ist. Die Form der Zelle unterscheidet sich von den meisten kanonischen Beispielen, die in der Regel rechteckig sind. Auf dem Boden gab es eine Feuerstelle aus kleinen Kalksteinblöcken, die mit einer Tonschicht verkleidet waren; darüber befanden sich weitere Kalksteinblöcke, die auf der äußeren Seite mit der Dekoration einer viertürmigen Nuraghe versehen waren. Innerhalb des Tempels wurden zahlreiche Bronzevotivgaben und Gebrauchsgegenstände gefunden.
Am Zugang des Tempels sind Grundmauern einer runden (links) und eine rechteckige Struktur erkennbar, die ebenfalls einzigartig auf der Insel ist. Ein langer schmaler Raum wird auf der einen Langseite durch drei Durchlässe zugänglich. Der aus polygonalen Granitblöcken bestehende Tempel ist in Folge einer Restaurierung gut erhalten. Er stammt aus der Endphase der Nuraghenkultur 1200–900 v. Chr.

## Das Gigantengrab
Die in Sardu „Tumbas de los zigantes“ und auf Italienisch (plur.) „Tombe dei Giganti“ genannten Bauten sind die größten pränuraghischen Kultanlagen Sardiniens und zählen europaweit zu den spätesten Megalithanlagen. Die 321 bekannten Gigantengräber sind Monumente der bronzezeitlichen Bonnanaro-Kultur (2.200-1.600 v. Chr.), die Vorläuferkultur der Nuraghenkultur ist.
Das Gigantengrab mit Quaderfassade wirkt durch seine außergewöhnliche Monumentalität, besonders bei der Dimension der Exedra. Entlang der Exedra ist, wie bei dieser Analagenart obligatorisch, ein Bankaltar aus Steinblöcken ausgebildet. In der Mitte lag ein Trilithenzugang von außergewöhnlicher Größe, von dem nur zwei große Bruchstücke erhalten sind. Die Grabkammer gut erhalten. Auf dem Boden befindet sich eine schräg angeordnete Platte. Die Anlage ist älter als der Tempel.